# Villa Arnaldi

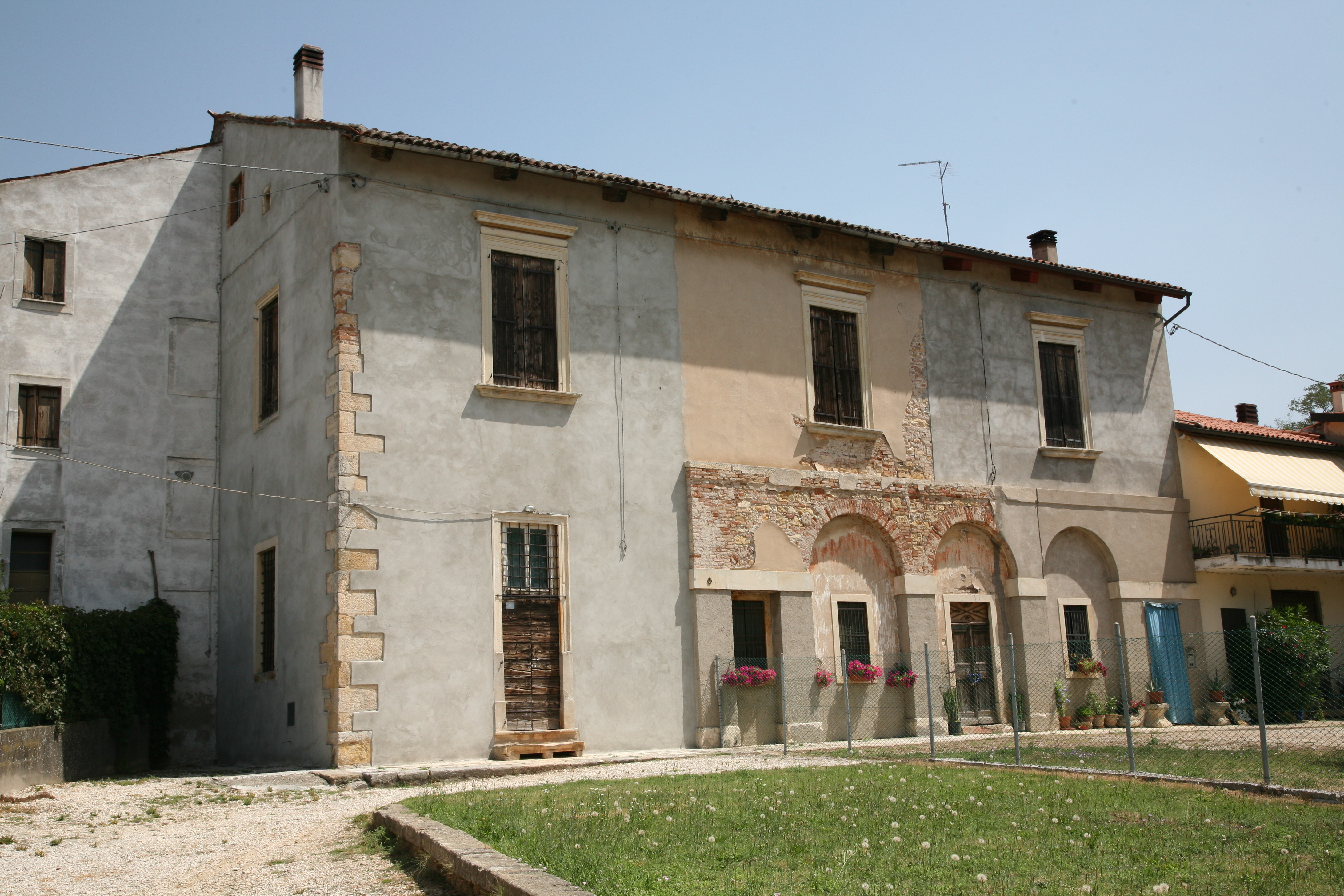
Villa Arnaldi

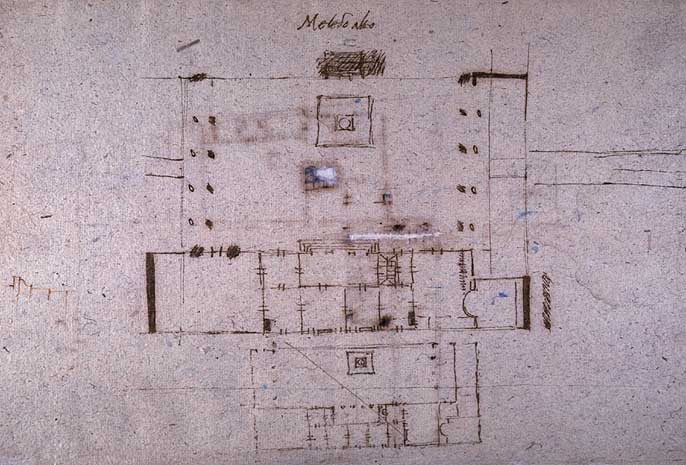
Eigenhändige Skizze von Andrea Palladio, 1547–1548, Vicenza, Biblioteca Civica Bertoliana

Die Villa Arnaldi in Meledo di Sarego in der Provinz Vicenza, Venetien ist ein unvollendet gebliebenes Bauwerk von Andrea Palladio.
Vincenzo Arnaldi beauftragte Palladio 1547 mit dem Umbau eines Gebäudes aus dem 15. Jahrhundert, das er gerade erworben hatte. Palladio lieferte den entsprechenden Entwurf. Der Bauherr setzte die Bauarbeiten jedoch 1565 aus; das Gebäude wurde niemals fertiggestellt.